# Римский салют

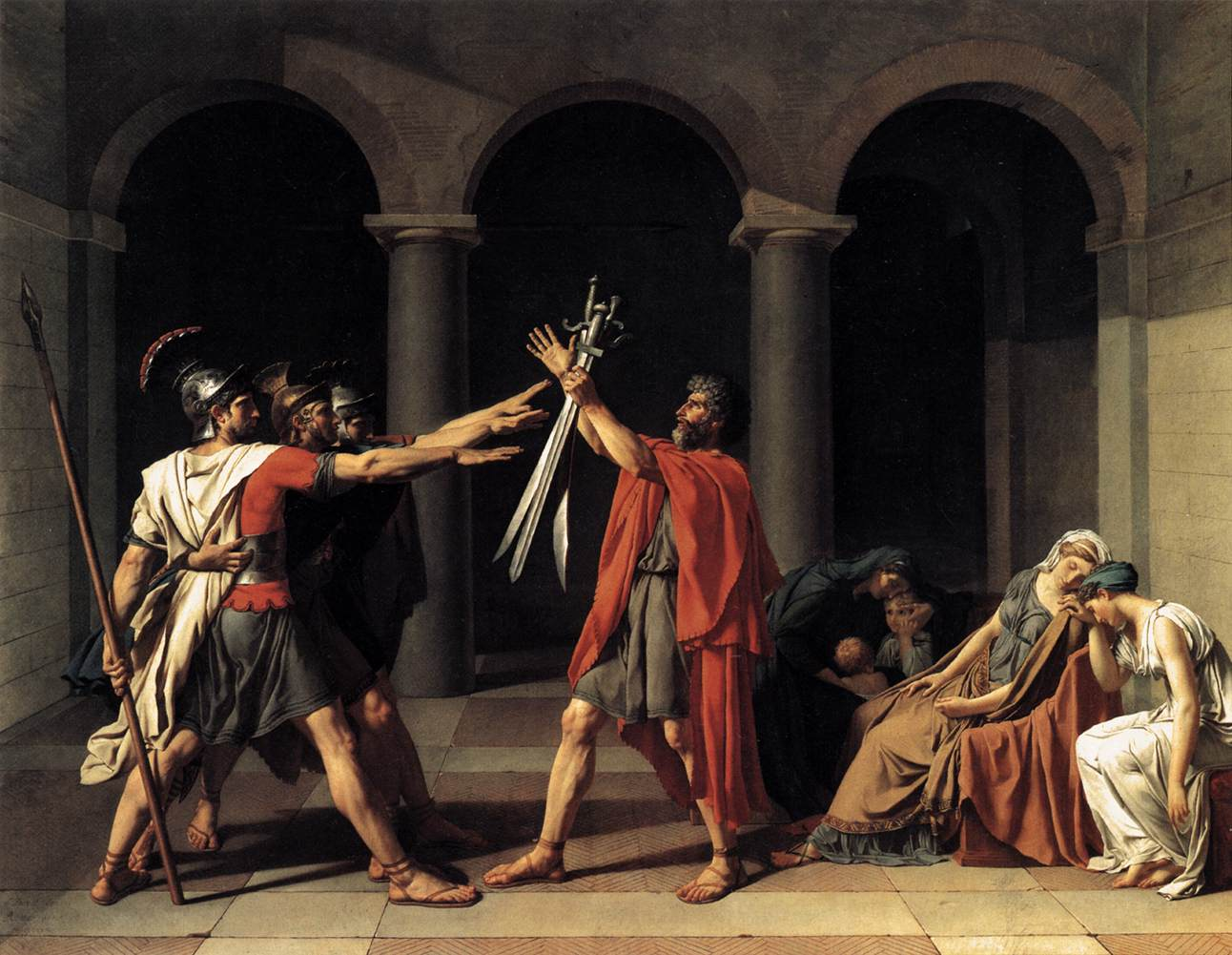
Клятва Горациев (1784), Жак Луи Давид

Римский салют — приветствие, жест, при котором правая рука протянута вперёд с прямой ладонью и пальцами.
В некоторых версиях рука поднимается вверх под углом, а в других она протянута параллельно земле.

## Ранние римские источники и изображения
Итальянский историк Гуидо Клементе считает, что римский салют в Древнем Риме был привилегией императоров и военачальников, салютующих толпе, но никак не общепринятым приветствием.
Однако римские тексты не содержат точного описания специфического приветствия, а изображения довольно условны. Распространённая сейчас форма римского салюта основана не на античных источниках непосредственно, а на картине Ж. Л. Давида «Клятва Горациев» (1784), на которой изображено выполнение жеста как правой рукой (ближний к зрителю из братьев), так и левой (два других брата).

## XIX и XX столетия в США

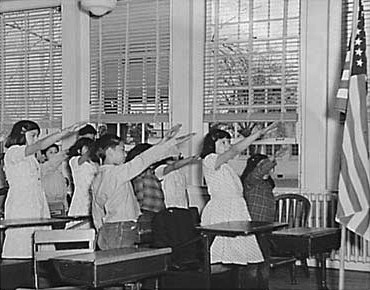
Дети дают клятву верности флагу США

12 октября 1892 года Клятва верности флагу США была продемонстрирована Фрэнсисом Беллами на Дне Колумба как следующий ритуал: во время произнесения слов «Клянусь в верности моему флагу» правая рука поднимается к груди, потом резко вскидывается вверх и направляется прямо на флаг. Этот ритуал быстро получил название «салют Беллами» и стал широко использоваться в скаутских организациях.
В 1942 году салют Беллами был упразднён из-за сходства с нацистским приветствием — Конгресс принял решение произносить клятву, положив правую руку на сердце.

## XX век. Театр и кино
Профессор Флорентийского университета Серджо Бертелли полагает, что римский салют был на самом деле придуман Габриэле Д'Аннунцио для художественного фильма «Кабирия» (вышел на экраны в 1914), где он был автором сценария. Якобы кинематографическое приветствие так понравилось увидевшему фильм Бенито Муссолини, что он запомнил этот жест и в дальнейшем использовал в качестве официального салюта в созданной им фашистской партии.

## XX век. Использование фашистами, нацистами и националистами

### Италия, Хорватия

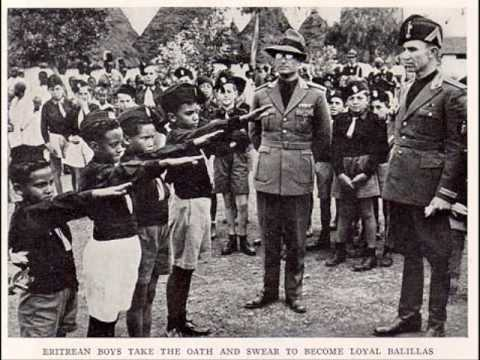
Эритрейские дети приветствуют итальянских военных

Принятое по инициативе Бенито Муссолини в знак возрождения римских традиций или как выражение восстановления связи фашистской Италии с великим прошлым приветствие стало официальным для Национальной фашистской партии. Аналогичное приветствие в Хорватии использовали усташи во главе с Анте Павеличем.

### Германия
В Германии приветствие эпизодически использовалось Национал-социалистической немецкой рабочей партией (NSDAP) с 1923 года; стало обязательным в рамках этого движения в 1926 году. Названный приветствием Гитлера (нем. Hitlergruß), данный жест функционировал как выражение приверженности внутри партии.

### Испания
27 апреля 1937 генералиссимус Франко издал указ, который предписывал использовать римский салют в качестве официального приветствия всем, кроме военных, у которых сохранялось традиционное воинское приветствие. В сентябре 1945 указ был отменён.

### Украинские националисты
Приветствие «Слава Украине!» с ответом «Героям слава!» в сочетании с вытягиванием вверх правой руки был принят в качестве организационного пароля-приветствия для членов ОУН и УПА в период Второй мировой войны:

Приветствие в организации производится в форме поднятия выпрямленной правой руки под углом вправо чуть выше головы. Действующие слова полного приветствия: «Слава Украине», ответ — «Героям слава». Допускается сокращение приветствия: «Слава» — «Слава».
Оригинальный текст (укр.)Організаційний привіт має форму піднесення випростуваної правої руки в право-скіс вище висоти вершка голови. Обов’язуючі слова повного привіту: «Слава Україні» — відповідь — «Героям слава». Допускається скорочення привіту — «Слава» — «Слава».
— Постанови II. великого збору Органiзацiï украïнских нацiоналiстiв.

### Русская эмиграция
Согласно положению № 69 «О партийном приветствии» в Российской фашистской партии (действовала в 1931—1943 гг. в Китайской Республике и Маньчжоу-Го) требовалось «поднятие правой руки от сердца к небу с возгласом — „Слава России!“».

## После Второй мировой войны

### Италия
Итальянская конституция запрещает воссоздание фашистской партии. Согласно Закону Шельбы, принятому 20 июня 1952 года, такое воссоздание фиксируется тогда, когда пять или более человек поддерживают недемократические цели. 25 июня 1993 года закон Манчино продлил запрет на все формы расовой, этнической и религиозной дискриминации. Общественные демонстрации, собрания и публикации такого вида запрещены. Санкции включают в себя запрет на спортивные соревнования и приостановку действий водительских прав и паспортов. Однако эти законы трудно реализуемы в жизни и редко используются.
В 2005 году итальянский футболист Паоло Ди Канио создал вокруг себя многочисленные споры, приветствуя болельщиков «Лацио» римским салютом. Также он восхищался Муссолини.

### Германия
Использование салюта и сопровождающие фразы были запрещены законом в Германии после окончания Второй мировой войны. Статья 86 немецкого уголовного кодекса предусматривает наказание до трёх лет тюремного заключения за любое использование салюта, если он используется не в художественных, научных или образовательных целях.

### Швейцария
Согласно постановлению Верховного суда Швейцарии, «нацистское» приветствие не является преступным жестом. Данный жест является преступлением только тогда, когда кто-то распространяет и навязывает нацистскую идеологию другим людям, а не просто декларирует свои убеждения. По решению суда, «гитлеровское приветствие», показанное в общественном месте, не всегда является преступлением.

### В других странах
Тамильская сепаратистская организация «Тигры освобождения Тамил-Илама» приветствовала своего лидера Велупиллаи Прабхакарана поднятой рукой вверх в 2003 году.